# João Ribeiro (político português)

## Biografia
João Assunção Ribeiro é pós-graduado e mestre em Direito (ciências jurídico-civilísticas), licenciou-se em Coimbra, em 2000, onde desempenhou várias funções nos órgãos representativos da Faculdade de Direito (Assembleia de Representantes e Conselho Pedagógico) e da Universidade de Coimbra (Assembleia de Representantes e Senado). Tem o Diploma de Estudos Avançados em Sociologia da Faculdade de Ciências Sociais e Humanas da Universidade Nova de Lisboa e o Curso Avançado em Gestão Pública do Instituto Nacional de Administração. Foi aluno ERASMUS na Facoltá di Giurisprudenza da Università degli studi di Pavia, Itália.
É atualmente doutorando em Sociologia na Faculdade de Ciências Sociais e Humanas da Universidade Nova de Lisboa] onde investiga o fenómeno da corrupção, em particular, a ação de favorecimento ("a cunha") sob orientação do Prof. Dr. José Manuel Resende. Tem artigos publicados em Direito e Sociologia. É autor no livro "Precários em Portugal: da fábrica ao call center" 
Viveu durante 6 anos em Macau (2002-2008), onde foi assessor jurídico do atual Chefe do Executivo daquela Região Administrativa Especial da China, quando este era Secretário para os Assuntos Sociais e Cultura com a tutela da Educação, Saúde, Ação Social, Turismo e Desporto. Foi também assistente nas Faculdades de Direito e de Gestão da Universidade de Macau. Leccionou em língua inglesa Direito Internacional Público, Direito Comercial, Direito Comercial Internacional, Direito Constitucional Chinês e Direito Administrativo. Ainda em Macau, foi coautor e coprodutor do documentário "350 meters" premiado com menção honrosa do Festival Internacional de Cinema e Vídeo de Macau em 2008 e convidado especial dos Festivais Internacionais de Documentários e Cinema de Taiwan e Pequim em 2009.
Teve diversas responsabilidades de coordenação e de direção nos 4ºs Jogos da Ásia Oriental – Macau 2005 (Associação dos Jogos da Ásia Oriental), nos 1ºs Jogos da Lusofonia – Macau 2006  (Associação dos Comités Olímpicos de Língua Oficial Portuguesa) e nos 2ºs Jogos Asiáticos em Recinto Coberto – Macau 2007 (Conselho Olímpico da Ásia). Foi Diretor Executivo dos 2ºs Jogos da Lusofonia – Lisboa 2009 (Comité Olímpico de Portugal e Associação dos Comités Olímpicos de Língua Oficial Portuguesa).
Entre 2009 e 2011 foi Diretor do Gabinete de Relações Internacionais do Ministério da Justiça, Secretário-geral adjunto das Conferências de Ministros da Justiça Ibero-americanos e da CPLP, membro da Comissão Nacional de Direitos Humanos e representante do Ministério da Justiça nas Comissões Permanentes Bilaterais com os Estados Unidos da América e com a Região Administrativa Especial de Macau. No mesmo período foi chefe de delegações portuguesas em vários grupos internacionais: GRECO (Grupo de Estados contra a Corrupção do Conselho da Europa); Comité Europeu para os Problemas Criminais (CDPC); Grupo de Trabalho da Corrupção das Transações Comerciais Internacionais da OCDE; Comité do Artigo 36º (CATS).
Foi também membro do Bureau da IUSY tendo presidido ao Comité do Mediterrâneo.
Presidente da Comissão Nacional da JS, entre 2004 e 2008. 

## Cargos
- É porta-voz [5] e tem o pelouro das relações internacionais e cooperação no Secretariado Nacional do Partido Socialista.
- É membro da Academia Olímpica de Portugal e alumnus do Atlantik Forum e do International Visitor *Leadership Program (IVLP) do Departamento de Estado dos Estados Unidos da América.
- Desempenha as funções de Diretor Executivo da Fundação Res Publica [6] desde Outubro de 2011.
- Autarca eleito [7], membro da Assembleia da junta de freguesia da Lapa

## Cargos Internacionais
- É membro do Grupo de Trabalho sobre Cidadania Europeia da European Network of Political Foundations (ENoP).
- É membro do Conselho Internacional do think tank grego DIKTYO – NETWORK [8].
- É membro da Presidência onde tem a responsabilidade de ligação e acompanhamento da Rede de Política Externa do PSE [9], no âmbito do Partido Socialista Europeu, presidida pelo Ministro dos Negócios Estrangeiros da Noruega, Espen Barth Eide.
- É o coordenador do Grupo de Trabalho dos Activistas e representante do Secretário-Geral do PS na coordenação do Grupo de Trabalho "Transparency & Accountability", no âmbito da Internacional Socialista.
- Foi eleito membro do Bureau do Grupo de Trabalho da Corrupção das Transações Comerciais Internacionais em 2011.